# Фынмань
Фэнма́нь (кит. упр. 丰满, пиньинь Fēngmǎn) — район городского подчинения городского округа Гирин провинции Гирин (КНР).

## История
23 июля 1957 года на основе четырёх бывших сельских районов был создан Гиринский пригородный район, объединивший 23 волости. В 1958 году он был ликвидирован, но в июне 1959 года воссоздан. В марте 1992 года Пригородный район был преобразован в городской район Фэнмань.

## Административное деление
Район Фэнмань делится на 7 уличных комитетов, 1 посёлок и 3 волости.

## Соседние административные единицы
Район Фэнмань граничит со следующими административными единицами:
- Район Лунтань (на севере)
- Городской уезд Цзяохэ (на востоке)
- Городской уезд Хуадянь (на юге)
- Уезд Юнцзи (на юго-западе)
- Район Чуаньин (на северо-западе)